# دیوید الیسون
دیوید الیسون (انگلیسی: David Ellison) بازیگر و تهیه‌کننده فیلم یهودی‌تبار اهل ایالات متحده آمریکا و بنیان‌گذار و رئیس اجرایی اسکایدنس مدیا است.

## گزیده فیلمشناسی
- پسران پرواز[۲][۳] (۲۰۰۶)
- شهامت واقعی (۲۰۱۰)
- مأموریت غیرممکن: پروتکل شبح (۲۰۱۱)
- سفر گناه (۲۰۱۲)
- جک ریچر (۲۰۱۲)
- جی. آی. جو: تلافی (۲۰۱۳)
- پیشتازان فضا به‌سوی تاریکی (۲۰۱۳)
- جنگ جهانی زد (۲۰۱۳)
- جک رایان: سرباز سایه (۲۰۱۴)
- نابودگر: جنسیس (۲۰۱۵)
- مأموریت غیرممکن: ملت یاغی (۲۰۱۵)
- فراتر از پیشتازان فضا (۲۰۱۶)
- جک ریچر: هرگز بازنگرد (۲۰۱۶)
- حیات (۲۰۱۷)
- محافظ مزدور (۲۰۱۷)
- طوفان جهانی (۲۰۱۷)
- مأموریت غیرممکن: فال‌اوت (۲۰۱۸)
- نابودگر: سرنوشت تاریک (۲۰۱۹)